# Caisse nationale de solidarité pour l'autonomie
En France, la Caisse nationale de solidarité pour l'autonomie (CNSA) est l'organisme gestionnaire de la branche Autonomie de la Sécurité sociale.

## Historique
Après la canicule européenne d'août 2003, la loi du 30 juin 2004 relative à la solidarité pour l'autonomie des personnes âgées et des personnes handicapées crée la journée de solidarité et la Caisse nationale de solidarité pour l'autonomie.
La loi handicap du 11 février 2005 réécrit les dispositions dans le Chapitre X du code de l'action sociale et des familles. Les missions de la CNSA ont été étendues notamment par la loi relative à l’adaptation de la société au vieillissement du 28 décembre 2015.
La loi du 7 août 2020 relative à la dette sociale et à l'autonomie constitue l’acte de naissance de la nouvelle branche Autonomie et confirme sa gestion par la CNSA.
Depuis le 1er janvier 2021, la CNSA est gestionnaire de la branche Autonomie de la Sécurité sociale. Les nouvelles missions de la CNSA sont définies dans l’article 32 de la loi de financement de la sécurité sociale pour 2021.

## Les missions de la CNSA

### Les fonctions de financement
La CNSA contribue au financement de l'aide à l'autonomie des personnes âgées et des personnes handicapées par de multiples vecteurs.
La plus importante partie de ses ressources est consacrée au financement des établissements et services médico-sociaux (ESMS) accueillant les personnes en situation de handicap en perte d'autonomie.
Elle verse divers concours aux départements afin de compenser partiellement ou totalement le financement par ces derniers de certains dispositifs :
- Les 2 concours d’Allocation personnalisée à l’autonomie (APA) : ils sont destinés à couvrir une partie des dépenses d'APA des départements. L'allocation personnalisée d’autonomie est destinée aux personnes âgées de 60 ans et plus. Elle est attribuée sous condition de perte d’autonomie. Cette aide financière est destinée à couvrir, en tout ou partie, les dépenses nécessaires au maintien à domicile (APA à domicile) ou à l’accueil en établissement en solvabilisant une partie du tarif dépendance (APA en établissement).
- Le concours Prestation de compensation du handicap (PCH) : il finance une partie du coût de la prestation de compensation. Cette prestation individualisée vise à couvrir les surcoûts liés au handicap dans la vie quotidienne.
- Le concours aux Maisons départementales des personnes handicapées (MDPH) : il sert à couvrir une partie des coûts de fonctionnement des MDPH.
- Les 2 concours « Conférences des financeurs » : ils sont destinés à couvrir une partie du coût des actions de prévention (prévues aux 1°, 2°, 4°, 5° et 6° de l'article L. 233-1 du Code de l’action sociale et des familles). Ils soutiennent la mise en œuvre du programme coordonné des actions individuelles et collectives de prévention, définie par la conférence départementale des financeurs en complément des prestations légales ou réglementaires servies par chacun de ses membres.
- La dotation complémentaire : cette dotation finance les actions des Services d’aide à domicile (SAAD) en faveur de l'approche domiciliaire, de la qualité du service rendu et de la qualité de vie au travail : interventions à domicile pour des besoins spécifiques (comme les horaires atypiques), actions en faveur de la qualité de vie au travail, actions de lutte contre l'isolement, soutien aux aidants.
- Le tarif plancher : finançant la mise en œuvre d'un tarif plancher par heure d'intervention (revalorisable chaque année). Le concours compense le surcoût d'APA et de PCH induit par ce tarif minimal et chacune de ses revalorisations.
- Le concours de revalorisations salariales dans les ESMS tarifés par les départements : compensation des surcoûts pour les départements finançant le complément de traitement indiciel ou une revalorisation équivalente pour certains ESMS.
- Le concours de revalorisations salariales dans les SAAD : compensations des revalorisations salariales dans les SAAD : privé et public.
- L’aide à la vie partagée (AVP) : concours destiné à couvrir une partie du coût de l'AVP pour les départements signataires d'une convention avec la CNSA. Aide individuelle versée par les départements aux porteurs de projet d'habitats inclusifs conventionnés avec le département pour financer le projet de vie sociale et partagée des habitants vivant dans un habitat inclusif.

La CNSA finance également l’investissement dans les ESMS, notamment par la gestion des crédits du Ségur dédiés au financement de cet objet, mais historiquement, en finançant des plans d’aide à l’investissement au bénéfice de la création de place, de la réhabilitation, de la mise aux normes, etc.
Elle finance par ailleurs une grande diversité d’actions au bénéfice de la qualité de l’offre médico-sociale, de la professionnalisation et de la modernisation du secteur de l’aide à domicile, de l’accès aux droits, du soutien aux aidants, du développement de systèmes d’information notamment au bénéfice des MDPH et des ESMS et plus récemment dans le champ de la gestion de l’APA, du soutien à l’innovation et à la recherche, etc.
La CNSA contribue à l’égalité de traitement sur tout le territoire national, quel que soit l’âge de la personne ou l’origine du handicap.

### Les fonctions non financières
La CNSA favorise l’harmonisation des pratiques par un appui technique aux réseaux sur le terrain.
Elle joue un rôle d'expert pour l'élaboration des référentiels nationaux d'évaluation des déficiences et de la perte d'autonomie, ainsi que pour celle des outils d'appréciation des besoins individuels de compensation. Elle anime le réseau des MDPH et celui des équipes médico-sociales chargées de l’évaluation de l’APA dans les conseils départementaux.
La CNSA soutient l’innovation et la recherche dans le champ du handicap et de la perte d’autonomie.

### L’information des publics
Depuis la loi relative à l’adaptation de la société au vieillissement de 2015, la CNSA a dans ses missions l’information des personnes âgées, des personnes en situation de handicap et de leurs aidants.
Elle propose deux sites internet officiels d’information : 
- www.pour-les-personnes-agees.gouv.fr (créé en 2015)
- www.MonParcoursHandicap.gouv.fr (créé en 2020 en lien avec la Caisse des dépôts).

## La gouvernance de la CNSA
La CNSA est un établissement public administratif national sous la tutelle du ministère des Solidarités et des familles, chargé des personnes âgées et des personnes handicapées mais aussi du ministère de l’économie, des finances, et de la souveraineté industrielle et numérique.
La caisse est dotée d'un Conseil et d'un Conseil scientifique. Son directeur est nommé par décret. La CNSA est liée à l’État par une convention d’objectifs et de gestion pour la période 2022-2026.

### Le conseil de la CNSA, une instance originale
Véritable parlement du secteur médico-social, le Conseil de la CNSA constitue un lieu de débats et de réflexions sur les questions de l’autonomie. Il approuve les comptes et se prononce sur les orientations de la CNSA matérialisées par sa convention d’objectifs et de gestion (COG 2022-2026) avec l’État.
La mixité de la composition de son Conseil témoigne de la volonté de partager la conception et la mise en œuvre de la politique de compensation de la perte d’autonomie avec toutes les parties prenantes. Le Conseil de la CNSA dispose de trois commissions de travail permanentes et de deux commissions spéciales.

### Le conseil scientifique
Expert collectif et partie prenante de la gouvernance, le Conseil scientifique éclaire le Conseil et la direction de la CNSA dans la définition des orientations et la conduite des actions, notamment par la production d’avis. La présidence du Conseil scientifique est assurée par Myriam Winance depuis juin 2023.

### Une équipe  constituée de professionnels aux origines variées
En 2023, la CNSA compte 206 salariés.

### Les partenaires et relais territoriaux
Originalité par rapport aux caisses nationales de Sécurité sociale, la CNSA n’a pas de réseau territorial propre. Elle intervient en appui aux acteurs locaux, remplissant auprès d’eux une double fonction de financement (elle leur répartit l’essentiel des moyens de son budget) et d’animation (elle garantit l’efficacité et l’équité dans la compensation de la perte d’autonomie). Elle tire sa légitimité de son offre de services développée avec et pour les acteurs de terrain.
La branche Autonomie de la sécurité sociale s’est dotée d’un nom et d’une marque : le service public de l’autonomie. Les acteurs qui accompagnent, informent et orientent les personnes âgées, les personnes en situation de handicap et leurs aidants sur leurs droits et services sont rassemblés sous cette appellation. La création de cette marque fait suite à la définition d’un cadre de coopération formalisé entre les agences régionales de santé (ARS), les conseils départementaux et la CNSA.

## Le financement de la CNSA

### L'évolution de son budget
Entre 2006 et 2023, le budget de la CNSA a augmenté de plus de 175 %. Il est passé de 14 milliards d'euros à 38,6 milliards d'euros.

### Le budget 2023

#### Les produits
Les produits affectés à la Caisse nationale de solidarité pour l'autonomie sont constitués par :
- une fraction du produit de la contribution sociale généralisée ;
- la contribution de solidarité pour l'autonomie au taux de 0,3 % due par les employeurs privés et publics ;
- la contribution additionnelle de solidarité pour l'autonomie au taux de 0,3 % due sur les avantages de retraite et d'invalidité ;
- la dotation de l’Etat pour le Ségur
- une fraction du produit de la taxe sur les salaires

Le total des produits de la CNSA s'élève en 2023 à 37,2 milliards d'euros dont 36,1 provenant des 5 produits affectés listés ci-dessus.

#### Les charges
Les charges du budget de la branche Autonomie comprennent :
- le fonds de financement des établissements ou services sociaux et médico-sociaux ;
- le fonds des prestations individuelles : concours APA, concours PCH, concours « tarif plancher », concours « dotation complémentaire », allocation d’éducation de l’enfant handicapé, allocation journalière du proche aidant, concours « aide à la vie partagée », fonds départemental de compensation du handicap,
- le budget d’intervention (dont les concours pour la prévention de la perte d’autonomie et le soutien aux services à domicile), mais également le soutien à l’accès aux droits et aux aidants, à la qualité de l’offre, à la coordination de dispositifs et à la recherche et l’innovation ;
- le budget de gestion administrative qui contient notamment les dépenses informatiques des SI nationaux (dont le SI-MDPH et le SI-APA, mais aussi des SI ESMS);
- le budget d’investissement des ESMS finançant des plans d’aide à l’investissement dans les ESMS sur crédits Ségur ou non.

Le total des charges s'élève en 2023 à 38,6 milliards d'euros, soit un résultat de – 1,4 milliard d'euros.

## Siège, présidence et direction

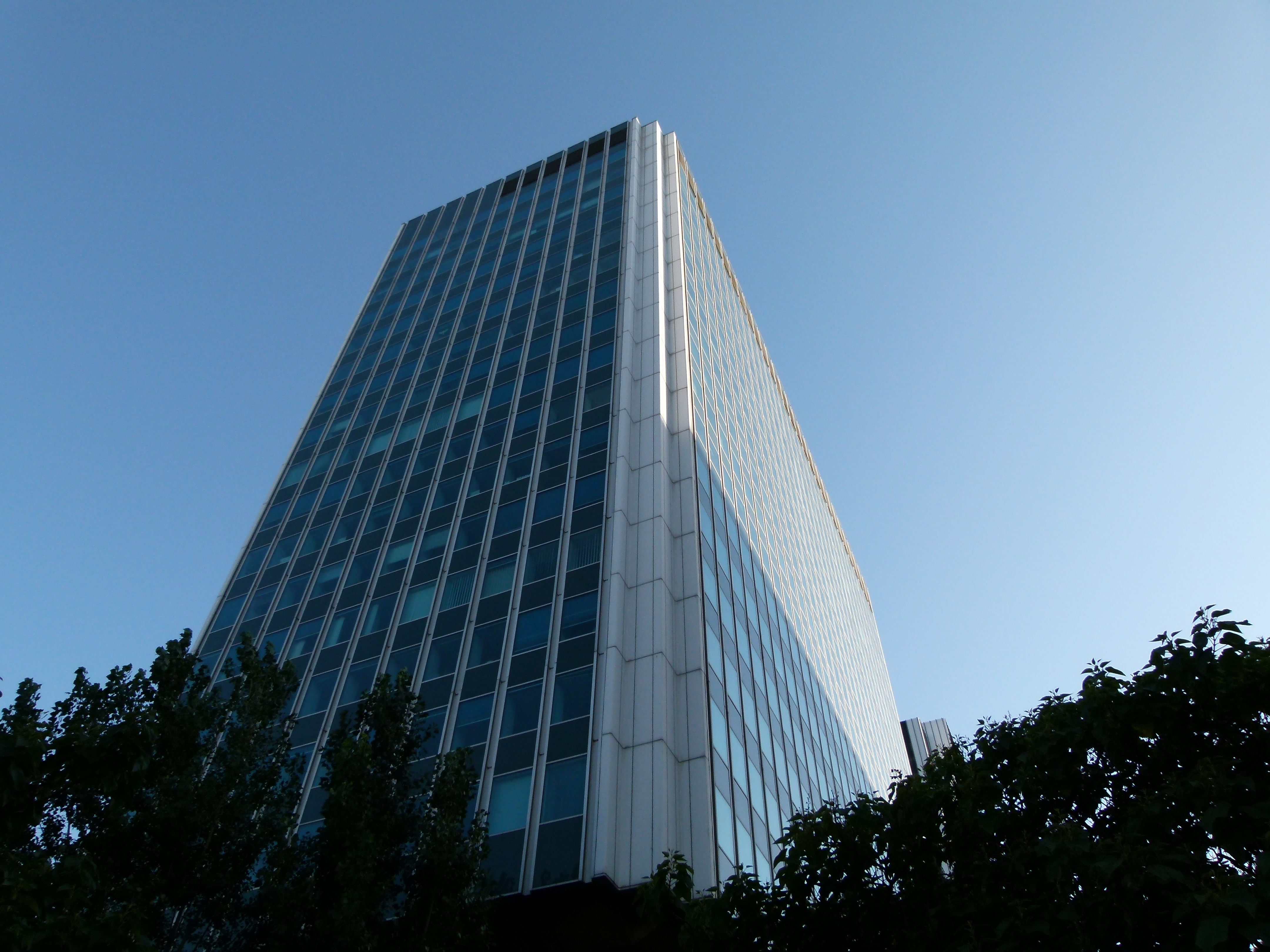
Héron Building, siège de la CNSA

### Siège national
Le siège de la CNSA est situé au n°66 de l'avenue du Maine, dans le 14ème arrondissement de Paris dans le Héron Building, IGH conçu par l’architecte Pierre Dufau. 
L'immeuble a été réaménagé en 1990 par l’architecte Maurice Novarina pour le compte de la Caisse nationale de Prévoyance.

### Liste des dirigeants
| Identité              | Période           | Période            |
| Identité              | Début             | Fin                |
| --------------------- | ----------------- | ------------------ |
| Denis Piveteau (d)    | 24 juin 2005      | novembre 2007      |
| Laurent Vachey (d)    | 16 novembre 2007  | juillet 2014       |
| Geneviève Gueydan (d) | 31 juillet 2014   | septembre 2017     |
| Anne Burstin (d)      | 22 septembre 2017 | avril 2019         |
| Virginie Magnant (d)  | 1er mai 2019      | 1er septembre 2024 |
| Maëlig Le Bayon (d)   | 2 septembre 2024  |                    |

| Identité                    | Période          | Période       |
| Identité                    | Début            | Fin           |
| --------------------------- | ---------------- | ------------- |
| Alain Cordier               | 4 juillet 2005   | novembre 2009 |
| Francis Idrac               | 4 novembre 2009  | novembre 2013 |
| Paulette Guinchard-Kunstler | 14 novembre 2013 | avril 2018    |
| Marie-Anne Montchamp        | 16 avril 2018    | mars 2022     |
| Jean-René Lecerf            | 17 mars 2022     |               |